# Tibetà
El tibetà és un conjunt de varietats lingüístiques sinotibetanes, que comprèn diferents variants històriques:
- El tibetà modern estàndard: és la llengua oficial a la regió autònoma del Tibet, que depèn administrativament de la República Popular de la Xina, basada en la variant usada actualment a la regió de Lhasa.[2]
- El tibetà clàssic o tibetà escrit: és la variant arcaïtzant o conservadora, en la qual estan escrits alguns dels textos i himnes religiosos més antics.[3]

Pel que fa a la variació dialectal dins del tibetà, les varietats no estàndard són tan variades que arriben a la inintel·ligibilitat mútua, de manera que des d'un punt de vista lingüístic és més adequat parlar de les varietats del tibetà com a llengües tibètiques.

## Característiques
El tibetà, en la seva forma testimoniada més antiga, el tibetà clàssic o tibetà escrit, està testimoniat des del segle vii. Les paraules del tibetà acostumen a ser monosil·làbiques, i aquesta és una de les poques similituds tipològiques que té amb les llengües sinítiques.
Algunes expressions en tibetà són: Tashi Delek, que significa 'Bona sort' i és la forma en què se saluden els tibetans;  Tuk-je-che, que significa 'gràcies'; Gong dhaa, 'perd' (en sentit d'excusar-se); Kiki Soso La gyal lo, 'que tingui bona sort i arribi a les altures'; Jule es fa servir per a 'hola', 'adéu' i 'gràcies'. El tibetà és una llengua ergativa i una llengua SOV, ja que col·loca el verb al final de l'oració. Aquest es conjuga diferentment segons es tracti d'un verb que indiqui una acció voluntària o involuntària. Pot tenir tres arrels: una per a indicar present o futur, la segona per al passat i la tercera per a les formes imperatives. Hi ha una àmplia varietat de verbs copulatius.
Una altra cosa a destacar és la diferència entre el llenguatge parlat i la manera en què s'escriu; per a donar un exemple molt clar, tashi delek s'escriu <bkra shis bde legs>. A més, hi ha una gran quantitat de dialectes del tibetà.
L'inventari de fonemes del tibetà inclou vuit vocals i un repertori mitjà de consonants, les quals poden ser sons oclusius, africats, fricatius o aproximants. Es distingeix entre sons aspirats i no aspirats. Les paraules poden ser monosíl·labes o bisíl·labes; aquestes últimes acaben sempre en: pa, po, ba, bo, ma, mo.
El tibetà té, a més, sufixos flexius que normalment denoten si una paraula és de gènere masculí, femení, de nombre plural, o els seus morfemes verbals, etc. Tots aquests trets l'allunyen tipològicament del xinès. Els substantius es declinen en sis casos: absolutiu, agentiu, genitiu, ablatiu, associatiu i cas oblic, però no solen presentar marques de gènere ni s'acompanyen pas d'articles. El plural se'n fa afegint el sufix "tso": teb= 'llibre' teb tso= 'llibres'. Els pronoms presenten tres nombres: singular, dual i plural, i els demostratius es poden referir a tres graus de proximitat o llunyania, com el català, però es col·loquen darrere el nom al qual acompanyen i no al davant.
Té tres registres molt marcats quant a diferències lèxiques i gramaticals: Phal-skad o llengua estàndard, Zhe-sa o llengua formal i Chos-skad o variant religiosa.

## Els alfabets

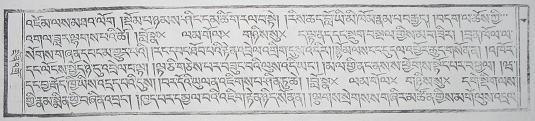
Text tibetà

L'alfabet tibetà prové de l'època del rei Songtsen Gampo, qui va introduir el budisme al Tibet després d'haver enviat un grup d'erudits a l'Índia perquè estudiessin els textos budistes i els traduïssin a la llengua tibetana. Així mateix, aquests erudits havien d'estudiar detalladament els alfabets indis. Van escollir el brahmi i, en modificar-lo, es va crear l'alfabet tibetà.
L'alfabet tibetà és sil·làbic i, com el brahmi, té la vocal a inherent a cada síl·laba, per la qual cosa, en afegir uns accents a les síl·labes, s'aconsegueix que la vocal sigui una altra diferent de la a. En l'escriptura, no es deixen espais entre paraules: simplement es col·loquen unes comes (') al final de cada síl·laba.
Hi ha dos tipus bàsics d'escriptura: l'anomenada u-me i la més comuna o u-chen, escriptura capçal, utilitzada en documents, en periòdics, electrònicament, llibres...
A més de no separar les paraules i acabar cada síl·laba per un apòstrof ('), les frases acaben amb una barra vertical (|). Es llegeix d'esquerra a dreta i, en escriure, les línies continuen a baix, com en Occident; encara que també es pot escriure d'esquerra a dreta, però començant per la part de baix de la pàgina. En tibetà, s'alineen les paraules per dalt, no per baix, com en l'alfabet llatí.
Quan es nomenen paraules, moltes vegades s'especifica de dues maneres: la pronunciació i la transliteració. En l'exemple del Tashi Delek que hem vist a dalt, "tashi delek" és la pronunciació, mentre que la transliteració Wylie passa a l'alfabet llatí la forma exacta en què els tibetans escriuen les paraules, és a dir, "bkra shis bde legs".

### Consonants
| ཀ κα [ká]     | ཁ χα [kʰá/ʰká]     | ག γα [ɡà/kʰà]     | ང γχα [ŋà]    |
| ཅ τσια [tɕá]  | ཆ τσηα [tɕʰá/ʰtɕá] | ཇ τζια [dʑà/tɕʰà] | ཉ νια [ɲà]    |
| ཏ τα [tá]     | ཐ θα [tʰá/ʰtá]     | ད δα [dà/tʰà]     | ན να [nà]     |
| པ πα [pá]     | ཕ φα [pʰá/ʰpá]     | བ βα [bà/pʰà]     | མ μα [mà]     |
| ཙ τσα [tsá]   | ཚ τξψα [tsʰá/ʰtsá] | ཛ τζα [dzà/tsʰà]  | ཝ ουα [wà]    |
| ཞ ζια [ʑà/ɕà] | ཟ ζα [zà/sà]       | འ 'α [ɦà/ʔà]      | ཡ ια [jà]     |
| ར ρα [rà]     | ལ λα [là]          | ཤ σια [ɕá/ˀɕá]    | ས σα [sá/ˀsá] |
| ཧ ξψα [há]    | ཨ α [ʔá]           |                   |               |

## Algunes paraules en tibetà
Com estàs?: Khye-rang ku-su de-po yin-pe ? (literalment: està el teu cos bé?)
Gràcies: Thu je che